# Наши матери, наши отцы
«Наши матери, наши отцы» (нем. Unsere Mütter, unsere Väter) — немецкий трёхсерийный телевизионный фильм, показанный телеканалами ZDF и ORF 17, 18 и 20 марта 2013 года. В центре повествования — жизнь пятерых берлинских друзей с 1941 по 1945 годы. Научным консультантом фильма выступил историк Зёнке Найтцель.
При первом показе в Германии каждая серия фильма собрала около семи миллионов зрителей. Вокруг «Наших матерей, наших отцов» велась оживлённая полемика. The Economist признал, что едва ли любой другой немецкий телевизионный фильм вызвал столько публичных споров. Нарисованный фильмом образ главных героев как не склонных к фанатизму смелых людей, которые вынуждены столкнуться с отвратительными реалиями и то и дело совершать мучительный выбор, был раскритикован за несоответствие истории; Джеймс Делингпол описывает главного героя (Фридхельма) как «немца из XXI века, сброшенного на парашюте в эпоху, где он не прожил бы дольше нескольких секунд».

## Сюжет

### Первая серия: другое время (Eine andere Zeit)
Пятеро друзей в июне 1941 года встречаются в берлинском кафе: братья Вильгельм и Фридхельм Винтеры, Грета Мюллер, Виктор Гольдштейн и Шарлотта (Чарли). Трое из них отправляются на Восточный фронт. Они обещают друг другу встретиться на Рождество в этом же кафе, поскольку война обещает быть скоротечной. Братья Винтеры служат вместе в штурмовой роте, Шарлотта направляется медсестрой в полевой госпиталь. Грета вступает в связь со штурмбаннфюрером Дорном, который обещает сделать её звездой эстрады, а также помочь выбраться из Германии её другу — еврею Виктору Гольдштейну. Но Дорн обманывает Виктора, направляя того в Польшу в поезде с другими заключёнными евреями. В итоге 25 декабря 1941 года братья Винтеры оказываются в окопах под Москвой.

### Вторая серия: другая война (Ein anderer Krieg)
1943 год. Грета по просьбе Дорна отправляется на Восточный фронт выступать перед немецкими солдатами. Братья Винтеры попадают в ожесточённый бой под Курском. Фридхельму кажется, что его брат погиб. Сам же он получает тяжёлое ранение и попадает в госпиталь к Шарлотте. Там он сообщает ей о гибели Вильгельма. Виктор сбегает из поезда с заключёнными вместе с полькой Алиной. Они попадают к польским партизанам. Грету за паникёрство и подстрекательство отправляют на допрос. Там она признаётся Дорну, что беременна от него, после чего тот сильно бьёт её в живот. Фридхельм получает отпуск по ранению и навещает родителей в Берлине. Шарлотта, будучи в смятении от известия о гибели Вильгельма, вступает в связь с доктором Яном. Вильгельма находит немецкий патруль. За бегство его приговаривают к расстрелу.

### Третья серия: другая страна (Ein anderes Land)
Вильгельму заменяют смертный приговор на службу в штрафном батальоне. Виктор во время захвата немецкого поезда с оружием спасает пленных евреев. Польские партизаны узнают, что он и сам еврей и прогоняют его. Фридхельм участвует в карательной акции против партизан, в ходе которой убивает своего командира, чтобы спасти Виктора от смерти. Шарлотта остаётся в госпитале вместе с ранеными солдатами, несмотря на эвакуацию. Госпиталь захватывают советские солдаты, они сначала убивают всех раненых, затем один из них пытается изнасиловать Шарлотту. Тем временем в Берлине Грету приговаривают к расстрелу и приводят приговор в исполнение. Штурмбаннфюрер Дорн хочет застрелить свою жену и дочь, но в последний момент передумывает. Вильгельм убивает своего командира и сбегает из штрафбата. Фридхельм, чтобы спасти солдат фольксштурма, не желавших сдаваться, за три дня до капитуляции выходит в одиночку против советских войск и погибает. После войны Виктор встречает Дорна, который работает в администрации Берлина, несмотря на своё прошлое в гестапо. В полуразрушенное кафе, в котором пятеро друзей встречались в 1941 году, приходят Виктор, Вильгельм и Шарлотта. Они выпивают за погибших Грету и Фридхельма.

## Актёрский состав
| Актёр                 | Роль                             |
| --------------------- | -------------------------------- |
| Фолькер Брух          | Вильгельм Винтер                 |
| Том Шиллинг           | Фридхельм Винтер                 |
| Катарина Шюттлер      | Грета Мюллер (Грета Дель Торрес) |
| Людвиг Трепте         | Виктор Гольдштейн                |
| Мириам Штайн          | Шарлотта (Чарли)                 |
| Марк Вашке            | штурмбаннфюрер Дорн              |
| Генриетта Рихтер-Рёль | Хильдегард                       |
| Гётц Шуберт           | доктор Ян                        |
| Кристиана Пауль       | Лилия                            |
| Сильвестр Грот        | Химер                            |
| Алина Левшин          | Алина                            |
| Лукас Грегорович      | командир партизан                |
| Максим Мехмет         | гауптман Файгль                  |
| Йоханна Гастдорф      | мать Винтера                     |
| Петер Кремер          | отец Винтера                     |
| Тристан Вин Пюттер    | Берток                           |
| Давид Циммершид       | Шнайдер                          |
| Йоэль Басман          | Бартель                          |
| Валерий Канищев       | озвучивание                      |

## Критика
После выхода фильма на экраны МИД Российской Федерации отправил официальное письмо послу ФРГ в России, в котором отмечалось «неприятие этого фильма абсолютным большинством посмотревших его российских зрителей», указывалось на «неприемлемость попыток ставить на одну доску совершенные на территории СССР массовые зверства гитлеровских войск и имевшие место отдельные эксцессы со стороны советских военнослужащих, строго каравшиеся военным руководством».
Фильм получил массу положительных и отрицательных рецензий. В Германии многие издания назвали картину «культурным событием года». С другой стороны, некоторые немецкие историки подвергли фильм критике. Историк Ульрих Херберт писал: «Фильм показывает нацистов другими, отличными от условных наших матерей и отцов. Он изображает немцев жертвами. Фильм не отобразил ни любви, ни надежды, которые Гитлер внушал немецкой молодежи, ни распространённого убеждения, что Германия заслужила господство в Европе. В реальности эти отцы и матери были идеологизированным, политизированным поколением, желавшим нацистской Германии победы, потому что это считалось правильным».
В Польше образ «кровожадных» польских партизан, показанный в фильме, вызвал негодование многих общественных организаций, обратившихся к Радославу Сикорскому с просьбой о пресечении распространения фильма. Посол Польши в Германии Ежи Марганьский отправил письмо компании ZDF с протестом и очень жёсткой критикой того, как в фильме были изображены поляки.
Не меньшему осуждению подвергся фильм и со стороны российских блогеров за пропаганду идеи о массовых изнасилованиях немецких женщин советскими солдатами.